# Jan Jansen (baanwielrenner)
Johannes Hendrikus (Jan) Jansen (Basdorf, 26 februari 1945) is een voormalig Nederlands baanwielrenner.
Het grootste succes van zijn loopbaan haalde hij tijdens de Olympische Zomerspelen 1968 in Mexico-Stad. Daar won hij, samen met Leijn Loevesijn, zilver op het onderdeel tandem. Op de sprint werd hij in de kwartfinale uitgeschakeld. Samen reden zij ook een wereldrecord tandem van rond 73 kilometer per uur.
Zijn broer Harrie deed aan dezelfde Spelen mee en werd later onder andere wielerverslaggever. Ook zijn jongere broer André was wielrenner. Jan Jansen was na zijn actieve carrière vier jaar lang bondscoach en bouwde een praktijk op als tandprotheticus.